# 능북초등학교
능북초등학교는 대한민국 경기도 여주시에 있는 공립 초등학교이다.

## 학교 연혁
- 1964.04.07 능북초등학교 개교
- 1981.03.10 능북초병설유치원 개원
- 2014.02.13 제50회 졸업식(졸업생 10명, 총 1,880명)
- 2014.03.01 7학급(특수 1학급) 편성, 유치원 1학급 편성
- 2015.02.13 제51회 졸업식(졸업생 12명, 총1,892명 졸업)
- 2015.03.01 7학급(특수 1학급) 편성, 유치원 1학급 편성
- 2015.03.01 제19대 최성혜 교장 선생님 취임